# جون إينز
جون إينز هو سياسي كندي، ولد في 30 يناير 1877، وتوفي في 24 أغسطس 1939.